# The Love Test (film 1912 Independent Moving Pictures)
The Love Test è un cortometraggio muto del 1912 diretto da Herbert Brenon e E. Mason Hopper.

## Produzione
Il film fu prodotto dall'Independent Moving Pictures Co. of America (IMP).

## Distribuzione
Distribuito dall'Universal Film Manufacturing Company, il film uscì nelle sale cinematografiche statunitensi il 2 settembre 1912.